# اتفاقية وقف إطلاق النار بين إسرائيل وحماس 2008

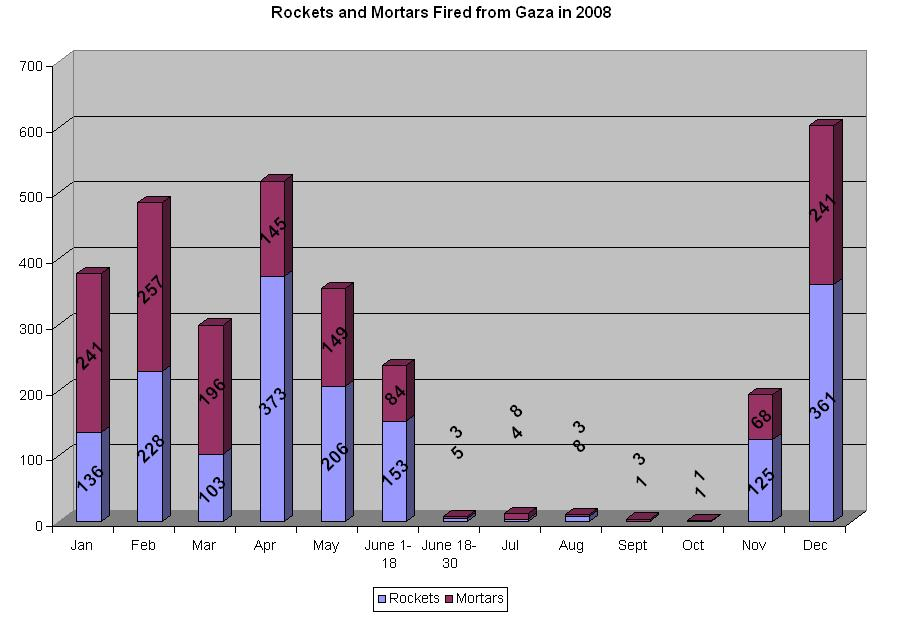
سقوط صواريخ شهرية في إسرائيل في عام 2008، بحسب مركز المعلومات الاستخباراتي والإرهاب مئير عميت التابع للجيش الإسرائيلي.

كان وقف إطلاق النار بين إسرائيل وحماس عام 2008 بمثابة تهدئة توسطت مصر لمدة ستة أشهر، ودخل حيز التنفيذ بين حماس وإسرائيل في 19 يونيو 2008. وفقًا للاتفاق الذي توسطت فيه مصر وعدت إسرائيل بوقف الضربات الجوية وغيرها من الهجمات، بينما في المقابل، لن تكون هناك هجمات صاروخية على إسرائيل من غزة. بمجرد وقف إطلاق النار، كان على إسرائيل أن تبدأ تدريجياً في تخفيف حصارها لغزة.
خلال الأسبوع الأول لوقف إطلاق النار أطلق نشطاء الجهاد الإسلامي صواريخ على إسرائيل. بضغط من حماس، وافقت حركة الجهاد الإسلامي على الالتزام بالهدنة المؤقتة ، التي كان من المفترض أن تنطبق فقط على غزة، لكنها رفضت فكرة عدم الرد على العمليات العسكرية الإسرائيلية في الضفة الغربية. ذكرت صحيفة نيويورك تايمز أن حركة الجهاد الإسلامي خرقت الهدنة بين حماس وإسرائيل في غزة. خلال الأشهر الخمسة التالية لوقف إطلاق النار ، انخفضت الهجمات في غزة بشكل ملحوظ بإجمالي 19 صاروخًا و 18 قذيفة هاون،  مقارنة ب1199 صاروخًا و1072 قذيفة هاون في عام 2008 حتى 19 يونيو، أي بانخفاض قدره 98 ٪.
ودعت الاتفاقية إسرائيل إلى زيادة مستوى البضائع التي تدخل غزة بنسبة 30 في المائة خلال فترة ما قبل التهدئة خلال 72 ساعة وفتح جميع المعابر الحدودية و "السماح بنقل جميع البضائع التي تم حظرها وتقييد دخولها إلى غزة" في غضون بعد 13 يومًا من بدء وقف إطلاق النار. لقد تحسنت الزيادة في إمدادات الغذاء والماء والأدوية والوقود، لكن الزيادة كانت فقط في المتوسط حوالي 20 في المائة من المستويات الطبيعية. بعد شهرين ، كان حجم البضائع الوافدة منخفضًا جدًا بالنسبة للظروف المعيشية المحسّنة بشكل ملحوظ  ، مما منع الأونروا من تجديد مخازنها. وأبلغت إسرائيل المسؤولين الأمريكيين في عام 2008 أنها ستبقي اقتصاد غزة "على شفا الانهيار".
في 4 نوفمبر 2008 شنت إسرائيل غارة على غزة وقتلت ستة من نشطاء حماس. وقال جيش الاحتلال إن الهدف من الغارة هو نفق قالوا إن حماس تخطط لاستخدامه لأسر جنود إسرائيليين متمركزين على السياج الحدودي على بعد 250 مترا. وقال مسؤولون في حماس إن النفق كان يجري حفره لأغراض دفاعية. في أعقاب الغارة الإسرائيلية، أطلقت حماس وابلًا من الصواريخ على أهداف في جنوب إسرائيل. في 20 ديسمبر، أعلنت حماس أنها لن تجدد وقف إطلاق النار. بدأت إسرائيل عملية الرصاص المصبوب، وهي هجوم بري وجوي منظم ضد أهداف عسكرية وشرطية في غزة التي تسيطر عليها حماس، في 27 ديسمبر 2008 ، مما أدى إلى اندلاع نزاع غزة 2008-2009.